# Vladimír Vlasák
Ing. Mgr. Vladimír Vlasák (11. února 1958 Pardubice – 1. února 2013) byl český hudební publicista. Studoval na Vysoké škole dopravy a spojov v Žiline. V roce 1988 začal psát pro hudební časopis Melodie. V roce 1990 pak začal přispívat do nově vzniklého časopisu Rock & Pop. V letech 1994–2006 působil jako hudební redaktor v časopisu Mladá fronta DNES, s jejíž kulturní redakcí externě spolupracoval až do své smrti. Zemřel ve věku 54 let.